# Praeteropus auxilliger
Praeteropus auxilliger — вид сцинкоподібних ящірок родини сцинкових (Scincidae). Ендемік Австралії. Описаний у 2021 році.

## Поширення і екологія
Praeteropus auxilliger мешкають на сході Квінсленду, де спостерігалися в кількох місцевостях, розташованих в районі озера Ельфінстон та на плато Редкліфф. Вони живуть в склерофітних рідколіссях. Ведуть риючий спосіб життя.